# Eça de Queirós
José Maria de Eça de Queirós (Póvoa de Varzim, 1845. november 25. –‎ Párizs, 1900. augusztus 16.), akit általánosan a realista stílus legnagyobb portugál írójának tartanak. Zola őt sokkal jelentősebbnek tartotta, mint Flaubertet. A London Observerben Jonathan Keates Dickens, Balzac és Tolsztoj mellé sorolta őt.

## Életrajza
Eça de Queiroz 1845-ben született Póvoa de Varzimban, Portugáliában. Törvénytelen gyermekként hivatalosan José Maria de Almeida Teixeira de Queiroz és Carolina Augusta Pereira d'Eça fiaként jegyezték be. Hajadon édesanyja elhagyta otthonát, hogy fia társadalmi botrány nélkül születhessen meg. Bár szülei négyéves korában házasságot kötöttek, tízéves koráig apai nagyszüleinél élt.
16 évesen Coimbrába ment, hogy jogot tanuljon a Coimbrai Egyetemen; ott találkozott Antero de Quental költővel. Eça első műve prózaverseinek egy sorozata volt, amelyet a Gazeta de Portugal magazinban publikáltak, és amely végül Batalha Reis szerkesztésében Prosas Bárbaras („Barbár szövegek”) címmel jelent meg posztumusz kötetben. Újságíróként dolgozott Évorában, majd visszatért Lisszabonba, és egykori iskolatársával, Ramalho Ortigãóval és másokkal együtt megalkotta a kitalált kalandor, Fradique Mendes levelezését (Correspondência). Ez a szórakoztató mű először 1900-ban jelent meg.

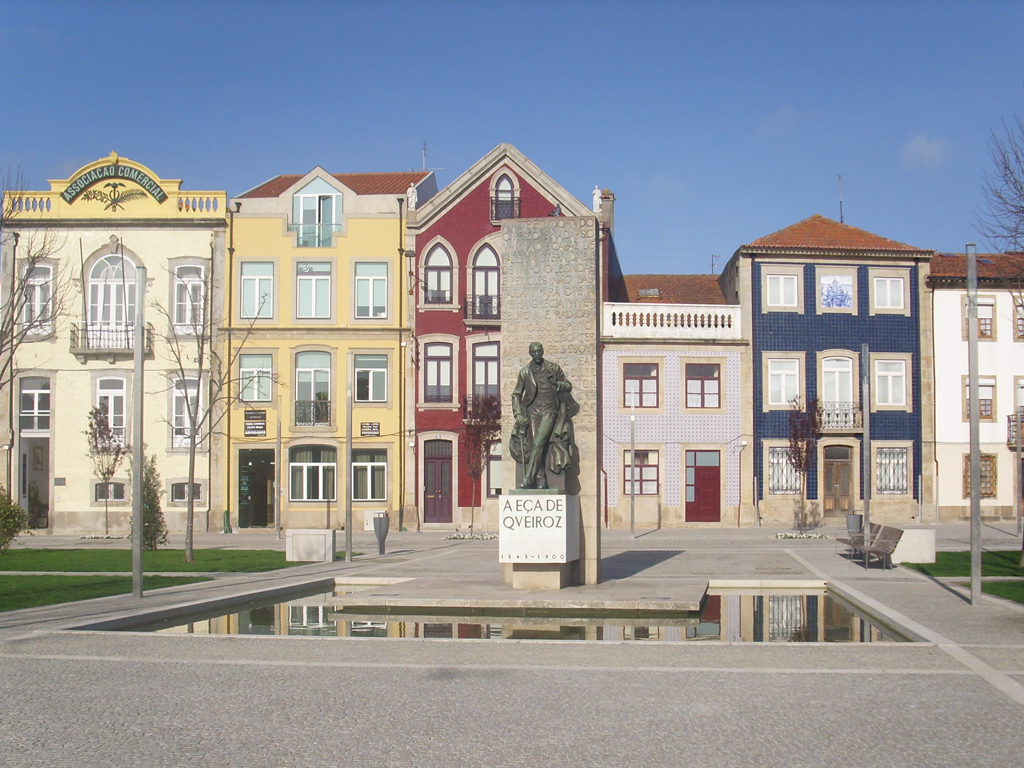
Eça szobra Póvoa de Varzimban; pár méterre a szülőhelyétől

1869-ben és 1870-ben Eça de Queiroz Egyiptomba utazott, és megtekintette a Szuezi-csatorna megnyitását, ami több művének ihletőjévé vált, legfőképpen az O Mistério da Estrada de Sintra („A sintrai út rejtélye”, 1870) című műnek, amelyet Ramalho Ortigão-val közösen írt, és amelyben Fradique Mendes is megjelenik. Az A Relíquia („A relikvia”) szintén ebben az időszakban íródott, de csak 1887-ben jelent meg. A művet erősen befolyásolta Ferdinando Petruccelli della Gattina Memorie di Giuda („Júdás emlékiratai”) című műve, ami miatt egyes tudósok plágiummal vádolták a portugál írót.
Amikor később Leiriába küldték önkormányzati tisztviselőnek, Eça de Queiroz megírta első realista regényét, O Crime do Padre Amaro („Amaro atya bűne”) címmel, amelynek cselekménye a városban játszódik, és 1875-ben jelent meg először.

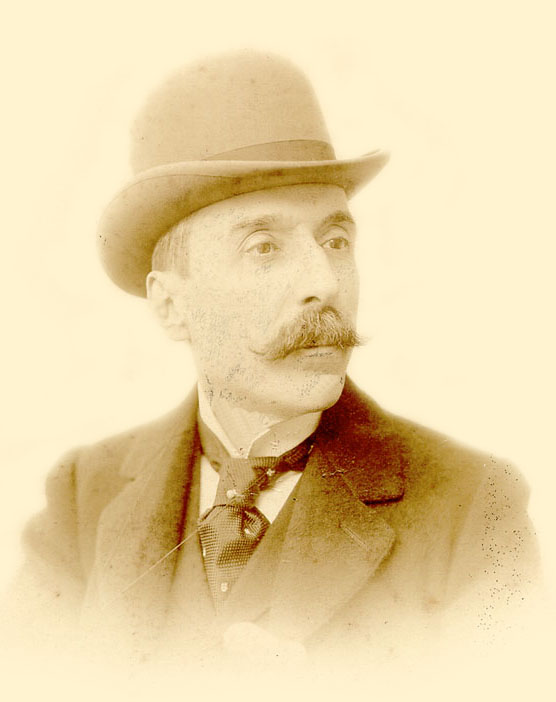
Eça de Queirós, 1893

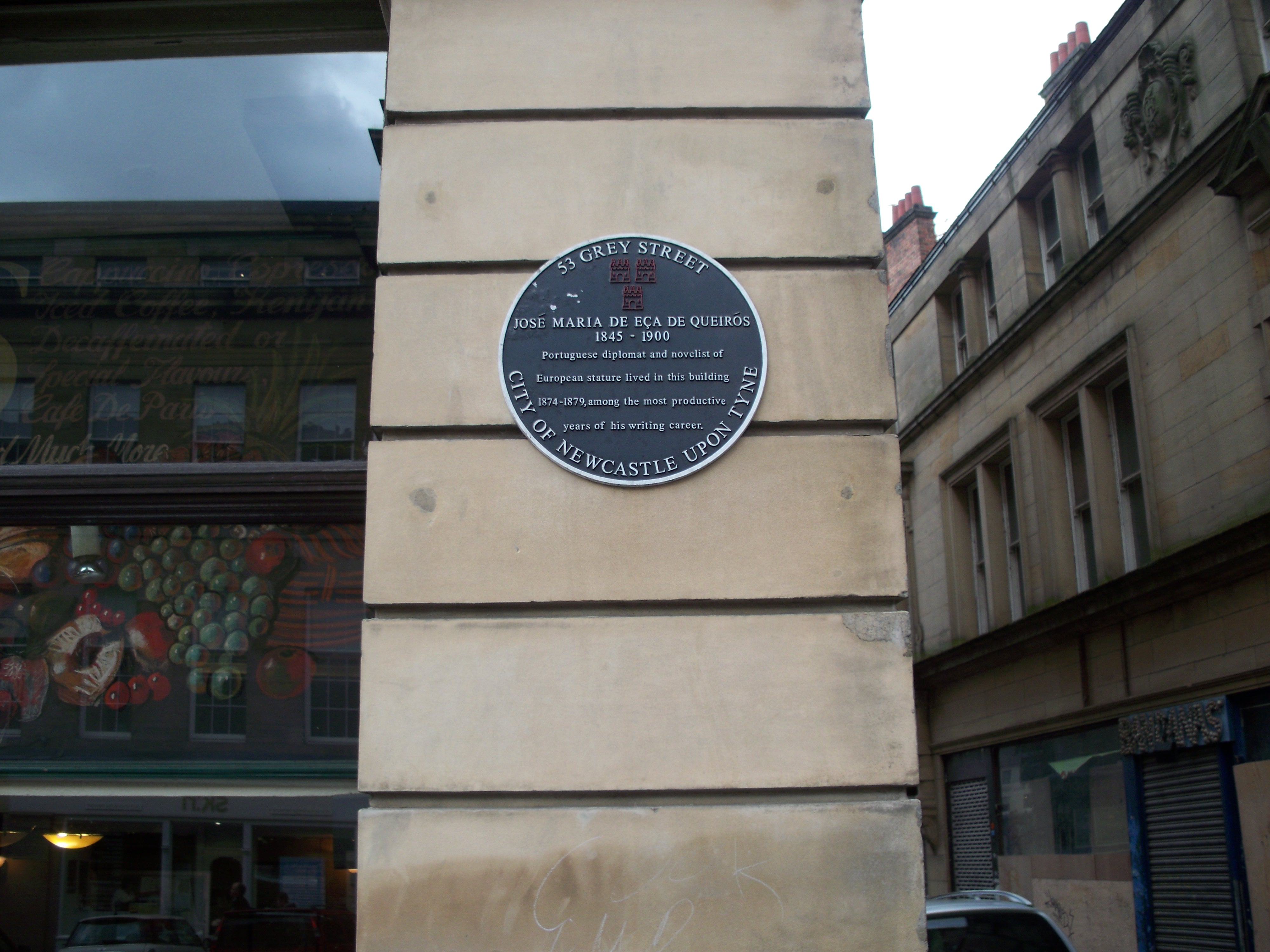
Emléktábla a Grey Streeten, Newcastle-ben

Eça ezután a portugál konzuli szolgálatban dolgozott, és két év havannai szolgálat után 1874 végétől 1879 áprilisáig a Newcastle upon Tyne-i Grey Street 53. szám alatt állomásozott, ahol ma egy emléktábla állít emléket neki. Diplomáciai feladatait többek között az is képezte, hogy részletes jelentéseket küldött a portugál külügyminisztériumnak a Northumberland és Durham szénbányáiban zajló zavargásokról, ahol – mint ő maga is rámutat – a bányászok kétszer annyit kerestek, mint a dél-walesi bányászok, emellett ingyenes lakhatást és heti szénellátást is kaptak. A Newcastle-ben töltött évek voltak irodalmi pályafutásának legtermékenyebb időszakai. 1876-ban megjelentette O Crime de Padre Amaro második változatát, 1878-ban pedig egy másik híres regényét, az O Primo Basílio-t („Bazilio kuzin”), emellett számos más projekten is dolgozott. Ezek között volt az első „Cartas de Londres” („Levelek Londonból”) című műve, amelyet a lisszaboni Diário de Notícias napilapban nyomtattak ki, majd később Cartas de Inglaterra címmel könyv formában is megjelent.
Már 1878-ban megadta a címét mesterművének, az Os Maias-nak („A Maiák”), bár ezt nagyrészt 1879 és 1888 között írta, amikor portugál konzul volt Bristolban. Abban az évben jelent meg, amikor elhagyta Bristolt, hogy portugál főkonzul legyen Párizsban. 1886 februárjában feleségül vette Maria Emília de Castrót Lisszabonban. A nő csatlakozott hozzá Stoke Bishopban, a Stoke Hill 38. szám alatt található lakásába, ahol ma is látható egy emléktábla. Maria Emília azonban nem volt boldog ott, ezért úgy döntöttek, hogy bérelnek egy házat Londonban, Notting Hillben. Mivel korábbi leveleiből kitűnik, hogy már korábban is gyakran járt Londonban, ez valószínűleg mindkettőjük számára kielégítő megoldás volt. Ezt követően Eça London és Bristol között ingázott, ahol Stoke Bishopban lévő háza egyenlő távolságra volt az Avonmouth külső kikötőjétől és a Bristol belső kikötőjétől.

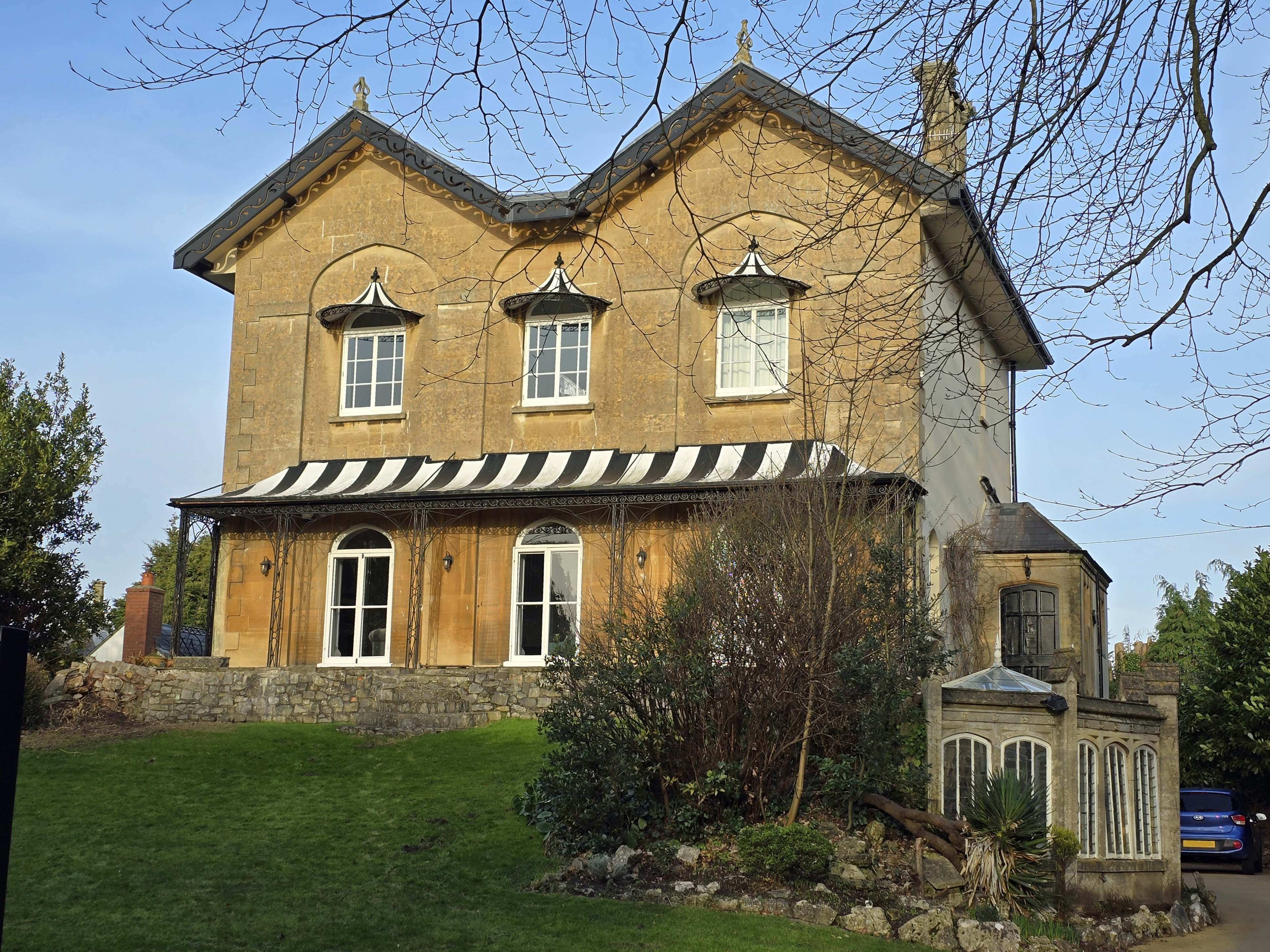
38 Stoke Hill. Eça de Queiroz bristoli konzulátusa.

Eça, egy angol irodalmat széles körben olvasó kozmopolita, nem volt oda az angol társadalomért, de annak furcsasága lenyűgözte. Bristolban így írt: „Ennek a társadalomnak minden vonása kellemetlen számomra – a korlátozott gondolkodásmódjától kezdve a zöldségek főzésének illetlen módjáig.” Ahogyan az gyakran megesik, amikor egy író boldogtalan, az időjárás is végtelenül rossz. Ennek ellenére ritkán unatkozott, és elégedett volt azzal, hogy körülbelül tizenöt évig Angliában maradt. „Gyűlölöm Angliát, de ez nem akadályoz meg abban, hogy kijelentsem, hogy gondolkodó nemzetként valószínűleg ő az első.” Elmondható, hogy Anglia állandó ösztönzőként és korrekciós tényezőként hatott Eça hagyományosan portugál frankofíliájára.
Eça liberális politikai nézeteket vallott, bár Pierre-Joseph Proudhon eszméi is hatással voltak rá. 1898-ban, miután egyre pesszimistább lett Portugália és Európa jövőjét illetően, "homályos, elszomorodott anarchistának" nevezte magát.

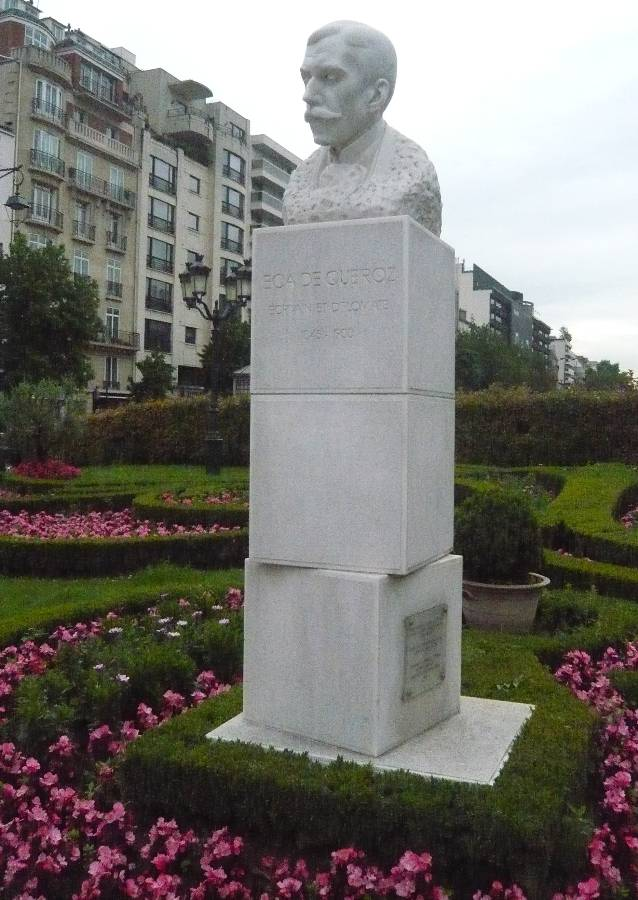
Mellszobra a Charles de Gaulle sugárúton, Neuilly-sur-Seine

Aktívan pályázott a portugál főkonzul pozíciójára Párizsban, és miután 1888-ban megkapta, élete végéig betöltötte ezt a tisztséget. Neuilly-sur-Seine-ben élt, és továbbra is újságíróként (Ecos de Paris, „Párizsi visszhangok”) és irodalomkritikusként dolgozott. 1900-ban tuberkulózisban vagy – számos kortárs orvos szerint – Crohn-betegségben halt meg. Fia, António Eça de Queiroz, António de Oliveira Salazar kormányában töltött be kormányzati tisztséget. Először az Alto de São João temetőben lévő családi kriptában temették el, majd exhumálták és áthelyezték a portugáliai Baião településen található Santa Cruz do Douro temetőbe. 2025 januárjában maradványait a Santa Engrácia templomba (a Nemzeti Panteonba) szállították át.

## Művei

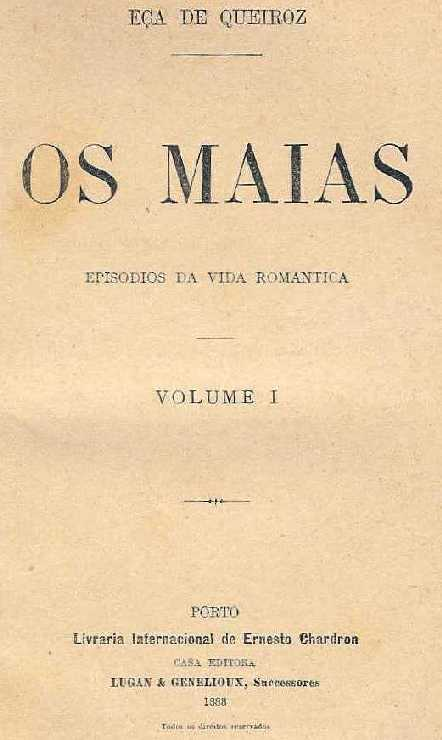
Az Os Maias első kiadásának borítója

- O Mistério da Estrada de Sintra, 1870, Ramalho Ortigãoval[6]
- O Crime do Padre Amaro, 1875
- O Primo Basílio, 1878
- O Mandarim, 1880
- As Minas de Salomão, 1885
- A Relíquia, 1887
- Os Maias, 1888
- Uma Campanha Alegre, 1890–1891
- Correspondência de Fradique Mendes, 1890
- A Ilustre Casa de Ramires, 1900
- Dicionário de milagres, 1900

Posztumusz
- A Cidade e as Serras, 1901
- Contos, 1902
- Prosas Bárbaras, 1903
- Cartas de Inglaterra, 1905
- Ecos de Paris, 1905

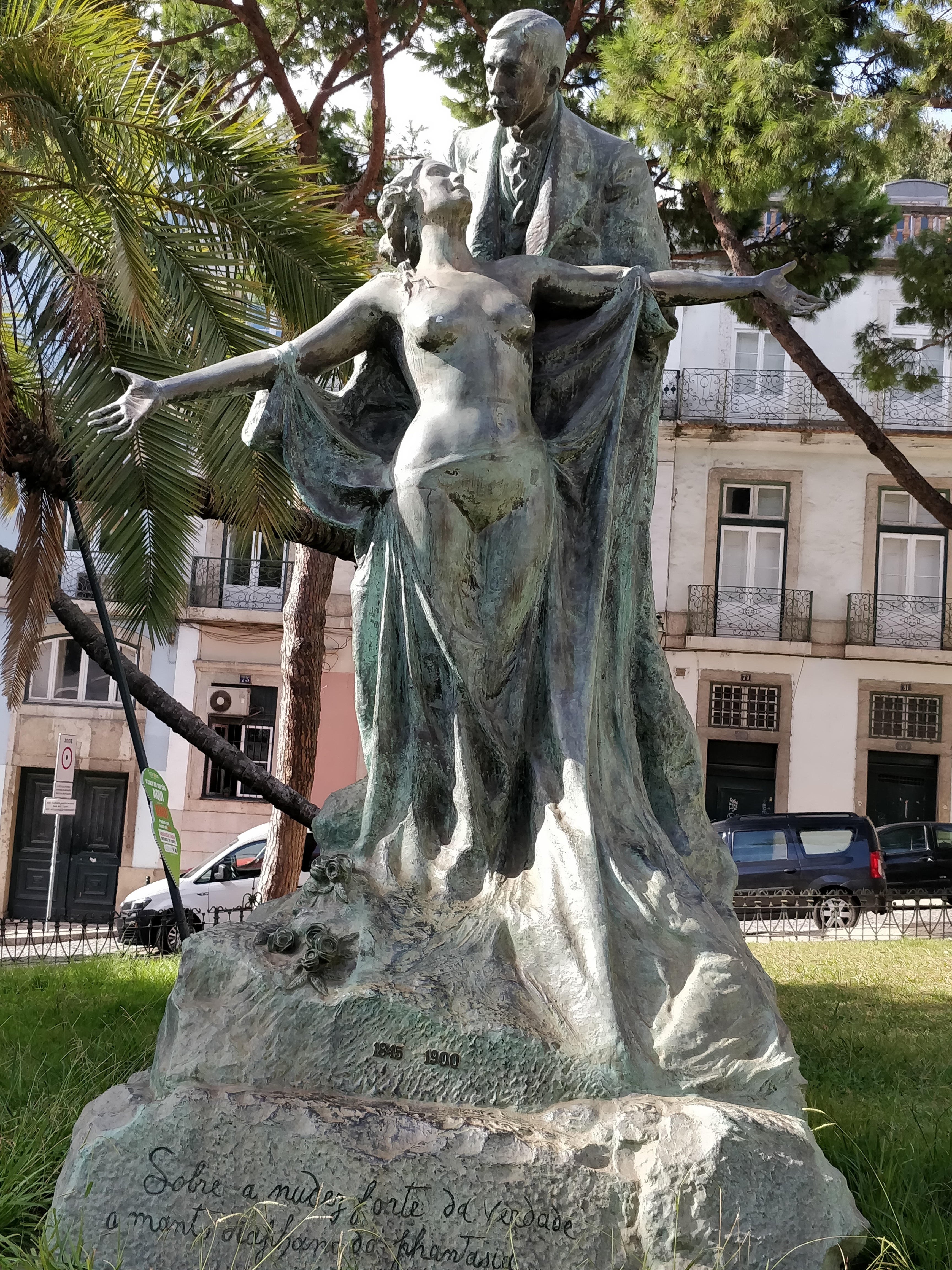
Eça de Queroz szobra Lisszabonban, Rua do Alecrim

- Cartas Familiares e Bilhetes de Paris, 1907
- Notas Contemporâneas, 1909
- São Cristóvão, az „Últimas páginas” című kötet részeként, 1912
- A Capital, 1925
- O Conde d'Abranhos, 1925
- Alves & Companhia, 1925
- Correspondência, 1925
- O Egipto, 1926
- Cartas inéditas de Fradique Mendes, 1929
- A Tragédia da Rua das Flores, 1980

### Magyarul megjelent
- Amaro atya bűne. Regény; ford. Ábel Olga, Kordás Ferenc, utószó Benyhe János; Magyar. Helikon, Budapest, 1961
- Amaro atya bűne (O Crime do Padre Amaro) – Európa / Kriterion, Bukarest / Budapest, 1982 · ISBN 9630723948 · Fordította: Ábel Olga, Kordás Ferenc
- A főváros. Regény (A capital) – Európa, Budapest, 1989 · ISBN 9630748274 · Fordította: Pál Ferenc
- José Maria Eça de Queirós / Ramalho Ortigão(wd): A cintrai út titka (O Mistério da Estrada de Sintra) – Íbisz, Budapest, 1999 (Portugál műhely) · ISBN 9638585277 · sajtó alá rend. Pál Ferenc · Fordította: Gosztola Gábor, Somogyi Ede
- A város és a hegyvidék (A Cidade e as Serras) – Íbisz, Budapest, 2000 (Portugál műhely) · ISBN 9639294039 · Fordította: Lukács Laura
- Egy szőke leány különcségei. Elbeszélések – Íbisz, Budapest, 2002 (Portugál műhely) · ISBN 9639294152 · Fordította: Bátyi Orsolya, Bence Péter, Kovács Lenke, Lukács Laura, Pál Ferenc, Székely Ervin, Tóth Tímea

## Folyóiratok, amelyekhez Eça de Queiroz hozzájárult
- Gazeta de Portugal
- As Farpas
- Diário de Notícias

## Adaptációk
Eça műveinek számos mozi- és tévéadaptációját megtekintheti a következő címen: Eça de Queirós (1845-1900)
Egy Eça de Queirós-regény első adaptációja valószínűleg az O Primo Basílio, amit ötször adaptáltak valami mozi és televízió számára: O Primo Basílio
Az Os Maiast háromszor adaptálták. Az első 1979-ben az RTP Rádio e Televisão de Portugaltól 3 epizódos TV-sorozatként. A második 2001-ben, Rede Globo sorozataként, a Globo Globoplay streaming szolgáltatásán keresztül érhető el. És a harmadik, ismét az RTP Rádio e Televisão de Portugal csatornáé 2015-ben egy 4 részes tévésorozatként (amelynek van egy rövidített moziváltozata is). Ez a sorozat elérhető az RTP streaming szolgáltatásán, az RTP Play-en.
Az O Crime do Padre Amaro-nak két filmváltozata készült, egy mexikói 2002-ben és egy portugál változat 2005-ben, amelyet egy SIC televíziós sorozatból vágtak ki, röviddel a film után mutatták be (a film addigra minden idők legnézettebb portugál filmje volt, bár a kritikusok nagyon rosszul fogadták, de a tévésorozat, talán azért, mert ugyanannak a filmnek egy kicsit hosszabb változata, amelyet a portugál lakosság nagy része látott, megbukott, és a közönség és a kritikusok meglehetősen figyelmen kívül hagyták). Mindkét adaptáció a regény modernizált változata volt. 2023-ban ismét egy 6 részes tévésorozatot készített belőle az RTP Rádio e Televisão de Portugal csatorna, amely most hűen játszódik 1860-ban. Amarót José Condessa, a Netflix nemzetközi sikersorozatának, a Turn of the Tide-nak a sztárja alakítja.
Eça műveit brazil televízióban is forgatták. 1988-ban a Rede Globo 35 epizódban elkészítette az O Primo Basílio című sorozatot. Később, 2007-ben, Daniel Filho rendező filmadaptációt készített ugyanebből a regényből. 2001-ben a Rede Globo elkészítette az Os Maias elismert adaptációját televíziós sorozatként 40 epizódban.
2007-ben készült az O Mistério da Estrada de Sintra filmadaptációja. A rendező röviddel korábban rendezett egy sorozatot, amely az eredeti regény szereplőinek (Nome de Código Sintra, Code Name Sintra) leszármazottairól szóló krimisorozat ihlette, és a sorozat néhány történelmi visszaemlékezését (amelyek a könyv eseményeit mutatják be) felhasználták az új filmben. A film inkább Eça és Ramalho Ortigão eredeti sorozatának írására és kiadására, valamint az általa kiváltott vitákra összpontosított, és kevésbé magára a könyv cselekményére.
2014 szeptemberében João Botelho filmrendező kiadta az Os Maias című regény alapján készült Os Maias című filmet. A film elkészítése másfél millió euróba került, amelyből 600 000 eurót az Instituto do Cinema e Audiovisual (ICA), 170 000 eurót a Câmara Municipal de Lisboa, 120 000 eurót az Agência Nacional do Cinema (Ancine, az ICA brazil megfelelője) biztosított, és egy jelentős részét a Montepio Geral, valamint az RTP vásárolta meg a minisorozat jogait. A forgatás 2013. október 14. és december 22. között zajlott, Ponte de Lima, Celorico de Basto, Guimarães és Lisszabon városokban.
A londoni Greenwich Playhouse színház rezidens produkciós társulata, a Galleon Theatre Company Alice de Sousa Eça de Queiroz regényeiből készült színházi adaptációkat állított színpadra. 2001-ben a társulat bemutatta a Cousin Basílio című darabot, 2002-ben pedig a The Maias címűt.

## Fordítás
- Ez a szócikk részben vagy egészben  az   Eça de Queiroz című angol Wikipédia-szócikk ezen változatának fordításán alapul.  Az eredeti cikk szerkesztőit annak laptörténete sorolja fel. Ez a jelzés csupán a megfogalmazás eredetét és a szerzői jogokat jelzi, nem szolgál a cikkben szereplő információk forrásmegjelöléseként.